# Tami (Vorname)
Tami oder Tamy ist ein weiblicher Vorname.

## Herkunft und Bedeutung
Tami ist die aus dem Russischen übernommene Kurzform von Tamara, was wiederum aus dem Hebräischen stammt (Tamar, die Dattelpalme).

## Namensträger
- Tami Bradley (* 1970), kanadische Freestyle-Skierin
- Tami Erin (* 1974), Tamara Erin Klicman, US-amerikanische Schauspielerin
- Tamy Glauser (* 1985), Schweizer Model
- Tami Hoag (* 1959), Tami Mikkelson, US-amerikanische Schriftstellerin
- Tami Oelfken (1888–1957), deutsche Schriftstellerin und Reformpädagogin
- Tami Stronach (* 1972), Tamara Stronach, US-amerikanische Tänzerin und Schauspielerin